# جيسي هارلان لينكولن
جيسي هارلان لينكولن (بالإنجليزية: Jessie Harlan Lincoln)‏ (و. 1875 – 1948 م) هي من الولايات المتحدة الأمريكية ولدت في شيكاغو.